# Artamus minor
Artamus minor là một loài chim trong họ Artamidae.

## Hình ảnh

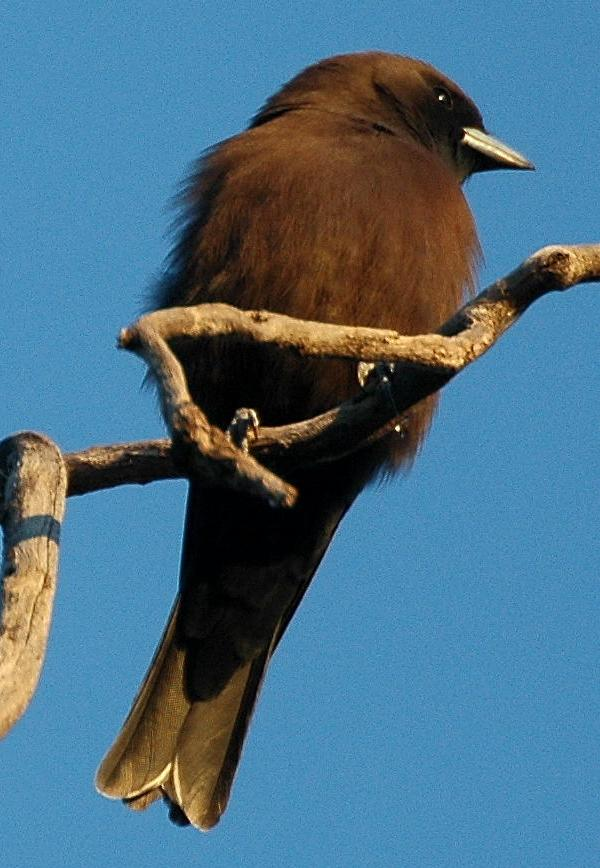